# Туляков, Игорь Александрович
Игорь Александрович Туляков (род. 28 сентября 1964, Москва) — советский хоккеист, нападающий. Мастер спорта СССР.

## Биография
Отец был болельщиком ЦСКА, и Туляков с шести лет стал заниматься в этой спортивной школе. Первый тренер — Юрий Чабарин. В составе ЦСКА чемпион СССР среди юниоров (1981), чемпион СССР среди молодёжи (1982, 1983). Поступил, по стопам матери, в Московский химико-технологический институт имени Менделеева. В 1983 году получил приглашение в воскресенский «Химик», сыграл за команду на турнире «Советского спорта». Совмещать игры в чемпионате СССР за «Химик» и обучение в институте не получалось, и Туляков по приглашению начальника команды Валерия Докучаева перешёл в «Ижсталь» и перевёлся в Удмуртский университет. Осенью 1984 года был призван в армию. Провёл месяц в военной части в Ленинграде и был переведён в Ижевск. Числился солдатом стройбата, но играл в хоккей. Перед сезоном 1987/88 перешёл в «Крылья Советов». Провёл 9 матчей в тройке с Кадыковым и Расько, но жене было непросто с годовалой дочкой в Москве, и семья вернулась в Ижевск. В сезоне 1989/90 провёл также 6 матчей за команду второй лиги «Прогресс» Глазов.
В 1991 году вместе с Виктором Логиновым перешёл в финский клуб «Пака». В 2009 году стал главным тренером команды, но вскоре вернулся на лёд. Завершил карьеру игрока в 48 лет. Туляков является лучшим бомбардиром, снайпером, ассистентом и штрафников клуба за всю историю. Его свитер поднят под своды местной ледовой арены, а 17-й номер выведен из обращения в клубе.
Судья матчей второго дивизиона, детский тренер, игрок ветеранских матчей.